# Ідзумі Кьока
Ідзумі Кьока (яп. 泉 鏡花, латиніз. Izumi Kyōka, 4 листопада 1873 — 7 вересня 1939), справжнє ім'я Кьотаро Ідзумі (яп. 泉 鏡太郎, латиніз. Izumi Kyōtarō) — японський письменник, активна творчість якого охоплює довоєнний період. Автор романів, п’єс та віршів у жанрі хайку. Творчість Кьоки разюче відрізнялася від інших письменників-натуралістів, що домінували у літературі на той час. Найбільш відомий своїми казками про надприродне у жанрі романтизму, на які вплинули ранні роботи періода Едо у японському мистецтві та літературі, що він адаптував з власним баченням естетики до сучасного мистецтва. Також з-поміж інших вирізняють його літературний стиль, багатство його прози часто схвалюється колегами-авторами та критиками.

## Біографія

### Дитинство
Народився 4 листопада 1873 року в районі Шімошінте міста Канадзава префектури Ішікава. Батько, Ідзумі Сейджі, був спадковим різьбярем по металу з князівства Каґа (Канадзава) і серед іншого займався гравіруванням та інкрустацією. Мати, Наката Суджі, народилася в Едо і була молодшою дочкою музиканта Накати Мандзабуро, що грав на барабані цудзумі. Спогади про неї, а також про дитинство, проведене в Канадзаві, послужили матеріалом для деяких творів Кьоки. Ще до того, як він вступив до початкової школи, мати познайомила його з літературою в книжках з картинками, вкрапленими текстами, що називаються кусадзоші, і пізніше його роботи засвідчать вплив цього раннього контакту з такими візуальними формами розповіді історії. 
У 1880 році вступив в початкову школу м Канадзава. У 1883 р. його мати народила другу дочку на ім'я Яе, проте сама померла в пологовій гарячці у віці 29 років.
У червні 1884 року разом з батьком здійснив паломництво до статуї Махамая в місті Матто повіту Ішікава. З того часу і до кінця життя Кьока поклонявся цьому божеству. У вересні перейшов в середню школу м. Канадзава, а на наступний рік перевівся в японсько-англійську школу Хокуріку, організовану протестантськими місіонерами. Однак уже в 1885 р. він звідти пішов і став сам викладати англійську та інші предмети в приватному училищі Інамі Таджіро. 
У квітні 1889 р., відвідуючи свого друга, вперше прочитав «Любовні визнання двох черниць» (二人 比丘尼 色 懺悔,  Футарі бікуні іроджанґе ) Одзакі Койо і був настільки вражений, що вирішив присвятити себе літературній праці. У червні подорожував в м. Тояма. У той час, поряд з викладацькою діяльністю в приватному училищі, він безсистемно читав взяті напрокат книги уоміхон, гроші на які випрошував у своїх родичів. У листопаді поїхав у Токіо, щоб просити Одзакі Койо взяти його в учні, на що той погодився.
19 листопада 1891 р. Кьока переїхав в Ушіґоме і оселився в будинку Койо як його учень. За винятком короткострокової поїздки додому в Канадзаву, де в грудні 1892 р. трапилася велика пожежа, весь інший час Кьока перебував у Койо. Там він допомагав учителеві в роботі з рукописами і виконував різні доручення, чим і заслужив його довіру. Він глибоко відчув особисту заборгованість перед Койо і продовжував захоплюватися автором протягом усього життя.

### Рання кар'єра
Першим опублікованим твором Кьоки була повість «Коронований Ядзаемон» (冠 弥 左衛 門,  Каммурі ядзаемон), яка друкувалася частинами в літературному розділі газети «Кето Хіноде шімбун»(京都 日出 新聞). Публікація «Каммурі Ядзаемон» розпочалася 1 жовтня 1892 року, але твір не мав у читачів того успіху, на який розраховував письменник-початківець. Видавець був незадоволений твором та хотів припинити співпрацю, проте Койо, який виступав посередником, зумів його переконати. У тому ж році публікуються повісті «Живі ляльки» (活 人形,  Katsu ningyō) і «Золотий годинник» (金 時 計,  Кінтокі-кей). 
У серпні він повернувся до Каназави для лікування авітамінозу та скористався можливістю подорожувати Кіото та областю Хокуріку, перш ніж повернутися до Токіо. Пізніше він використає протокол своїх подорожей як основу для своєї «Другої дружини" (他人 の 妻, Танін но Цума), хоча фактичних записів не існує.
9 січня 1894 року його батько помер, і він знову повернувся до Канадзави. Зіткнувшись із невизначеним майбутнім, Кьока хвилювався про те, як заробити собі на життя та своїх родичів, бабусі та молодшого брата; однак за заохочення бабусі він повернувся до своєї роботи в Токіо. У жовтні він опублікував «Резервіст» (予 備 兵, Йобіхей) і «Праведник і лицар" (義 血 侠 血, Ґікецу Кюкецу), після суттєвих виправлень від Койо, в Йоміурі Шімбун. Пізніше «Праведник і Лицар» буде поставлений як Водяний Чарівник (滝 の 白 糸, Taki no Shiraito).
Наступного року в лютому, щоб продовжувати утримувати свою сім'ю в Каназаві, Кьока переїхав до дому Отова Охаші в Кошікаві в Токіо, щоб продовжити роботу над енциклопедією. Після від'їзду Койо пригощав Кьоку вечерею у західному стилі, де навчав свого студента користуватися ножем та виделкою.
У квітні 1895 р. Перший справжній критичний успіх Кьоки, «Нічний вартовий» (夜行 巡査, Якоджунса), був опублікований в журналі «Бунґей Куракубу» (文 芸 倶 楽 部). Завдяки хорошому відгуку Реюна Таоки, наступна робота Кьоки, «Операційна зала» (外科 室, Ґекашіцу), з’явилася на початкових сторінках «Бунґей Куракубу»; таким чином розпочався вихід Кьоки до літературних кіл.
У травні 1896 р. Кьока відвідав свою бабусю, а наступного року він придбав власний будинок у Коїшікаві та привіз її до себе. Незважаючи на авітаміноз, який не зцілювався протягом багатьох років, він в цей час писав, хоча його роботи отримували неоднозначні відгуки. У 1900 була опублікована повість «Мудрець із Кої» (高 野 聖, Коя Хіджірі), яку багато хто вважає найбільш репрезентативною роботою і однією з найбільш помітних у його творчості. 

### Період творчого розквіту
У 1902 р., страждаючи від хвороби шлунково-кишкового тракту, Кьока приїздить до Дзуші на лікування. Перебуваючи там, жінка на ім’я Іто Судзу (伊藤 す ず, Іто Судзу), з якою він познайомився через друга дитинства, допомагала йому на кухні. У травні 1903 року вони почали жити разом, однак не змогли одразу одружитися через сильні заперечення Койо.
У жовтні того ж року помер його наставник Одзакі Койо. Навіть на смертному одрі Койо продовжував турбуватися про майбутнє Кьоки, і продовжував виправляти його рукописи. Проблеми Кьоки зі шлунком загострилися, і він повернувся до Дзуші. Спочатку він мав намір провести там лише літо, проте орендував будинок на чотири роки. Незважаючи на хворобу і будинок, зі стелі якого капало під час дощу, він встиг скласти там кілька історій, зокрема «Один день весни» (春 昼 ・ 春 昼 後 刻, Шунчю / Шунчю ґококу). У 1908 році він повернувся до Токіо і зняв будинок у Коджімачі.
«Самісенський канал» (三味 線 堀, Самісемборі), і «Пісня від ліхтарного світла» (歌行 燈, Ута Андон) були опубліковані в 1910 році. Кафу Наґай високо оцінив «Самісенський канал». Тоді ж було опубліковано перші п’ять томів творів Кьоки.
Його популярність зростала, і Кьока почав співпрацювати з театром. У 1913 р. Він написав п'єси «Ставок демонів» (夜叉 ヶ 池, Яша ґа Іке) та «Вілла Морського Бога» (海神 別 荘, Кайджін Бессо), а наступного року — «Ніхонбаші» (日本 橋). 1916 р. — «Таємна розмова леспедеци і місканта» (萩 薄 内 証 話,  Хаґі усунайшо банаші ). 1917 г. — «Повість про небесну захисниці» (天 守 物語,  Теншю моноґатарі), видавництва «Шіншьосецу». У 1922 р. — у газеті «Токіо Нічінічі» починає по частинах публікуватися «Соловей з міста Мінобу» (身 延 の 鶯, Мінобу но уґуйсу). У тому ж році пишуться твори «Під відкритим небом» (露宿, Рошюку) і «Повний місяць» (十六 夜, Ідзайой ). 1924 р. — у журналі «Курако» (苦 楽) виходить повість «Привид без брів» (眉 か く し の 霊,  Маюкакуші но рей ).

### Останні роки
У 1927 році Кьока поїхав до регіону Тохоку, де відвідав озеро Товада та префектуру Акіта. Наступного року він захворів на пневмонію і після одужання відвідав курорт з гарячими джерелами Судзенджі в горах Ідзу, префектура Шідзуока. Потім у 1929 році він повернувся до префектури Ішікава, цього разу щоб відвідати мальовничий півострів Ното.
Він вів низку журналів своїх подорожей, і продовжував писати оповідання та п'єси. 1930 г. – «Грибна проповідь» (木 の 子 説法,  Кіноко сецупо), видавництво «Бунґей Шюнджі». 1931 р. — «Про водяних, що живуть в мушлях» (貝 の 穴 に 河 童 の 居 る 事,  Каї-но ана-ні каппа-но іру кото). У 1937 р. його останній великий проєкт «Бліді квіти сливи» (薄 紅梅, Усу Кобай) був серіалізований у газетах «Токіо Майнчічі» та «Осака Майнічі». Того ж року він був прийнятий до Японської академії мистецтв.
У 1938 р. стан його здоров'я погіршився, і вперше за свою письменницьку кар'єру він не він не опублікував жодного твору.
Помер Ідзумі Кьока 7 вересня 1939 року о 2:45 ночі від раку легенів. Похований на цвинтарі Джошіґая в Токіо.

## Творчість
Японський письменник, драматург і есеїст Ідзумі Кьока (1873-1939) є однією з найбільш неоднозначних фігур в історії сучасної японської літератури, що зовсім очевидно на прикладі суперечливих думок щодо його творчості, яку висловлювали багато літературознавців та письменників. Наприклад, літературознавець Мурамацу Садатака називав Кьоку письменником, який «немов пташеня, що випадає з гнізда сучасності». А Мішіма Юкіо, навпаки, стверджував, що Кьока настільки випередив свій час, що сучасникам було важко в повній мірі оцінити його талант. Саме Мішіма зазначив, що чистота і цілісність романтичного світовідчуття в творах Кьоки нагадує творчість великого німецького романтика Е.-Т.-А. Гофмана (1736-1797). Однак на даний момент деякі дослідники японської літератури не просто заперечують приналежність Кьоки до романтичного напряму. Часто японські літературознавці висловлюють сумніви з приводу існування в сучасній японській літературі романтичного напрямки per se. Проте, правомочність застосування терміна «романтизм» і його похідних щодо творчості Ідзумі Кьоки є обґрунтованою, оскільки багато мотивів, образи, сюжетні ходи в його творах корелюють з
мотивами, образами і сюжетними ходами західної романтичної літератури.
Його п'єси користуються в Японії особливою популярністю: такі твори, як «Бісів ставок», «Маєток морського владики» і «Повість про небесну захисницю» постійно виконуються і в наші дні. Однак так було не завжди, оскільки за життя автора лише деякі його п'єси були інсценовані. Ситуація змінилася в 1950-і рр., втім, деякі дослідники вважають, що настільки довгограючою популярністю Кьока зобов'язаний авторам, що створював постановки та екранізації його романів.
Літературна премія ім. Ідзумі Кьоки була заснована урядом Канадзава і вперше присуджена в 1973 р. в столітню річницю з дня народження письменника.

## У художній літературі
- Ідзумі Кьока виконує допоміжну роль у романі Тейто Моноґатарі (Арамата Хіроші), поряд з багатьма іншими історичними персонажами з Реставрації Мейджі та Ери Шови. У першій екранізації роману його зображує популярний актор Кабукі Банд Тамасабуро V.
- Жіночий персонаж на ім'я Ідзумі Кьока з'являється в манзі Літературні генії Бродячі пси, яка використовує імена, біографії та літературні твори авторів для створення персонажів.
- Ідзумі Кьока з'являється в мультимедійному серіалі Мейджі Токіо Ренка як один із любовних інтересів Мей.